# Freedom (Oklahoma)
Freedom – miasto w Stanach Zjednoczonych, w stanie Oklahoma, w hrabstwie Woods.